# Rohrleitungsbrücke

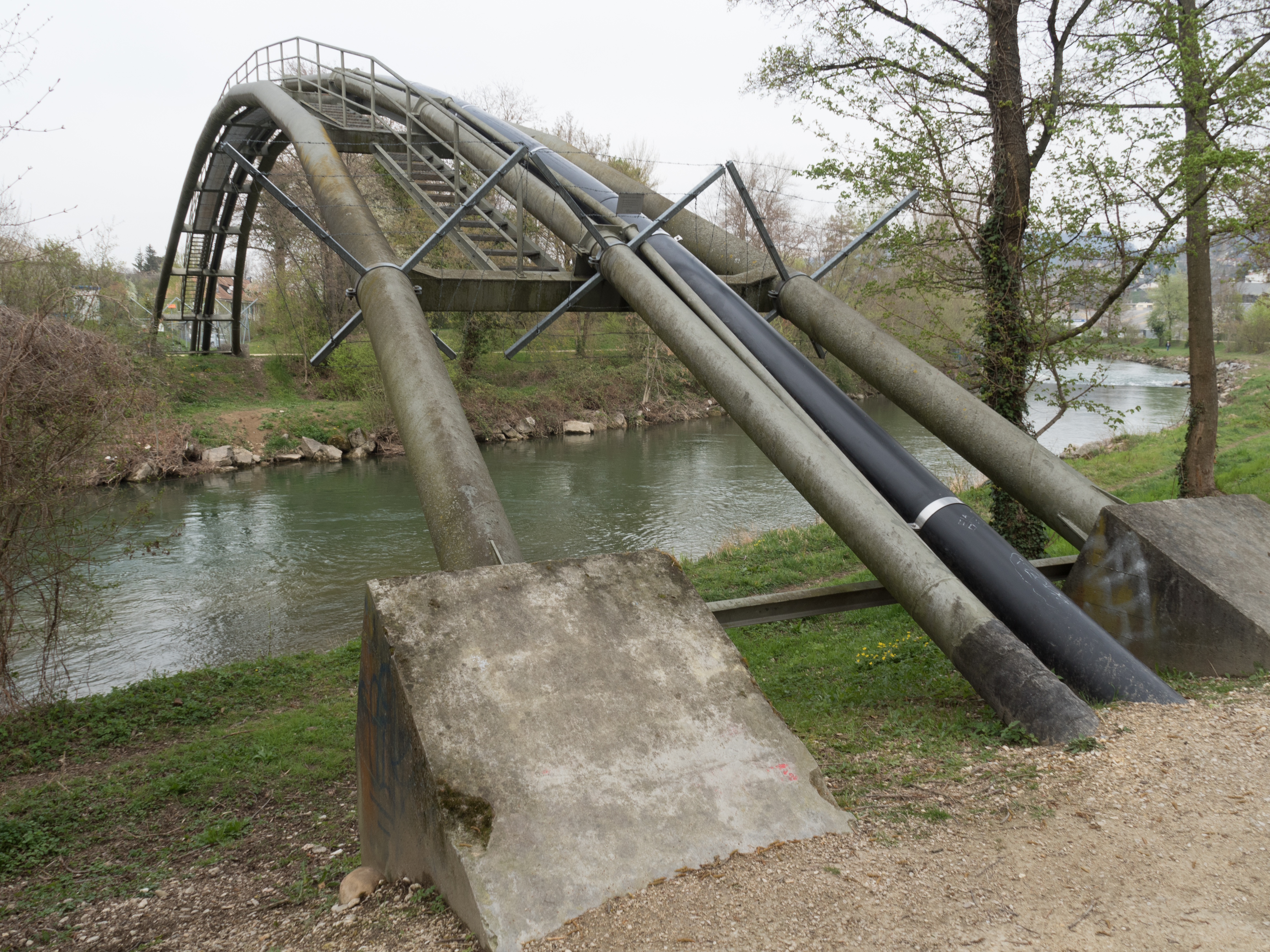
Rohrleitungsbrücke über die Birs, Aesch, Schweiz

Eine Rohrleitungsbrücke (auch Rohrbrücke, Rohrträgerbrücke oder Pipelinebrücke genannt, engl. Pipeline Bridge) ist eine spezielle Brücke, die für eine oder mehrere Rohrleitungen der Überquerung eines Gewässers (z. B. eines Flusses) oder eines anderen Hindernisses wie eines Gebietes (z. B. einer Schlucht) oder einer Verkehrsanlage (z. B. einer Straße) dient. Dies im Gegensatz zu Düker, wo Rohrleitungen Hindernisse unterqueren. Rohrleitungsbrücken für Flüssigkeiten und Gase werden in der Regel nur dann gebaut, wenn es nicht möglich ist, die Rohrleitung in eine vorhandene Straßen-, Fußgänger- oder Eisenbahnbrücke zu integrieren.

## Ausprägungen
Rohrleitungsbrücken weisen bezüglich Länge und Höhe über dem Fluss unterschiedliche Ausprägungen aus, von wenigen Metern bis zu Hunderten von Metern. Es kommen verschiedene Bauarten von Brücken zur Anwendung, wie z. B. Balken-, Hänge- oder Bogenbrücke. Rohrleitungsbrücken werden aus unterschiedlichen Materialien gebaut und tragen verschiedene Leitungstypen wie z. B. Wasser-, Erdöl-, Erdgas- oder Fernwärmeleitung. Rohrleitungsbrücken können zu Wartungszwecken mit einem Kontrollweg ausgestattet sein, aus Sicherheitsgründen ist dieser Weg jedoch normalerweise nicht für die Öffentlichkeit zugänglich. Daneben existieren auch kombinierte Rohrleitungsbrücken, welche zugleich als öffentliche Fußgängerbrücke dienen. Falls Rohrleitungsbrücken nach Höhe oder nach Siedlungsdichte für die Luftfahrt ein Hindernis darstellen, werden entsprechende Warneinrichtungen angebracht, und sie werden in der Luftfahrthinderniskarte als Hindernisse kartiert.
Zwischen Rohrleitung und Brücke befindet sich eine sogenannte Rohrunterstützung.

## Kartierung von Rohrleitungsbrücken
In der Landeskarte der Schweiz werden reine Rohrleitungsbrücken mit Druckleitungen mit einer schwarzumrandeten blauen Linie markiert und entsprechen der Kombination der Signatur für Brücke und Druckleitung.
| | | |
| Die Signatur Rohrleitungsbrücke in obigem Beispiel löst bei einigen Kartennutzenden Unsicherheiten aus, da sie ungewohnt sowie im Kontext nicht selbsterklärend ist und in der Zeichenerklärung nicht speziell dokumentiert wird. | Auch wenn die Signatur Rohrleitungsbrücke in obigen beiden Beispielen zwar ebenfalls eher ungewohnt ist, dürfte sie in diesem Kontext selbsterklärend sein. | Auch wenn die Signatur Rohrleitungsbrücke in obigen beiden Beispielen zwar ebenfalls eher ungewohnt ist, dürfte sie in diesem Kontext selbsterklärend sein. |

Weitere Hinweise:
- Kleinere Rohrleitungsbrücken werden auch als schwarze Line oder überhaupt nicht kartiert.
- Kombinierte Rohrleitungsbrücken, welche zugleich als öffentliche Fußgängerbrücke dienen, werden als gewöhnliche Brücken kartiert.
- In der Luftfahrthinderniskarte der Schweiz werden Rohrleitungsbrücken, welche als Luftfahrthindernisse deklariert werden, mit einer roten Linie gekennzeichnet.